# 安藤一雄
安藤一雄（日语：／ Andō Kazuo ?，1883年5月—1973年:85），日本香川縣人，專長石油和燃料等油脂化學工業試驗與無機製造工業化學:92。1945年短暫成為臺北帝國大學（今國立臺灣大學）校長。

## 生平

### 早年
安藤一雄於1883年5月生於日本四國島愛媛縣香川地區（今香川縣）。1908年，安藤一雄自東京帝國大學應用化學科畢業，並留任該校作為講師，1910年升任助教授。1911年，他轉任九州帝國大學工科大學，成為該校的助教授，並於隔年前往德國、英國、美國等地留學研究兩年半:92。返回日本之後，安藤一雄在1915年升任教授，並於1917年獲得了工學博士。1938年，他成為了九州帝國大學工學部的部長，並於1941年退休:92。之後安藤一雄成為了該部應用化學科的名譽教授。

### 二戰臺灣
退休了兩年之後，日本政府東條內閣在1943年7月任命安藤一雄為臺北帝國大學（今國立臺灣大學）首任工學部長兼應用化學第二講座教授:92。考量到他的專長，該次任命被認為與當時在太平洋戰爭中陷入膠著的日本亟需石油等燃料資源有關:92。而他被視為「石油與燃料的泰斗」，被認為能為臺灣總督府的「工業臺灣」政策貢獻。其中臺灣總督府文教局局長西村高兄認為他是足堪此重任的「大人物」:92。
他於1943年8月14日抵達日治臺灣。抵臺前，安藤一雄在7月4日於《臺灣日日新報》闡述了他的就任抱負。文中，他認為必須加強教授之間的橫向聯繫，並進行綜合型的大研究計畫，才能讓臺北帝大工學部的研究功能得以有效發揮:92。安藤正次在1945年3月辭去了臺北帝國大學校長（日語稱「總長」）一職，安藤一雄於同年5月成為了該校的第四任校長，並將工學部部長一職交予該部教授中年齡僅次於他的庄司彥六:93。

### 返回九州
二戰結束後，南京國民政府接收臺灣，臺北帝國大學亦改制為國立臺灣大學。在完成與國立臺灣大學首任校長羅宗洛的交接工作之後，安藤一雄轉任九州工業大學教授，更於1949年5月至1953年10月的期間擔任該校的校長（日語稱「學長」）:93。1973年，安藤一雄逝世:85。

## 家庭
安藤一雄是安藤虎之輔的養子，其養母為安藤多紀（安藤タキ，1873年10月生）。他的妻子安藤光代（安藤ミツヨ，1885年9月生）則是養父虎之輔的長女。
安藤一雄在1919年繼承了安藤家的家督位置，並與他的妻子光代生了四個女兒：安藤多惠子（長女，1908年7月生）、安藤容子（次女，1912年3月生）、安藤怜子（三女，1918年10月生）、安藤惠美子（安藤エミ子，四女，1922年1月生）。